# Boční světlo

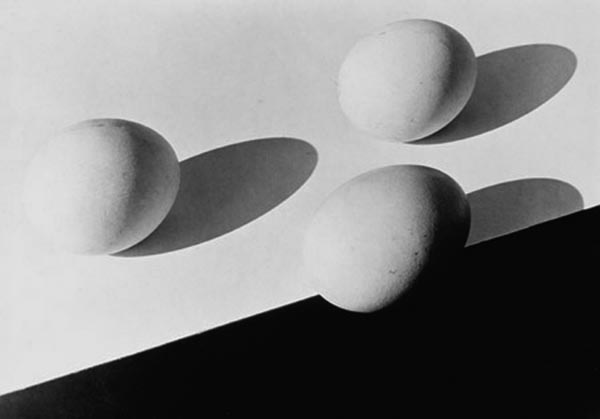
Tvrdé boční světlo, fotografie zátiší, autorka: Aenne Biermann: Vajíčka, asi 1930

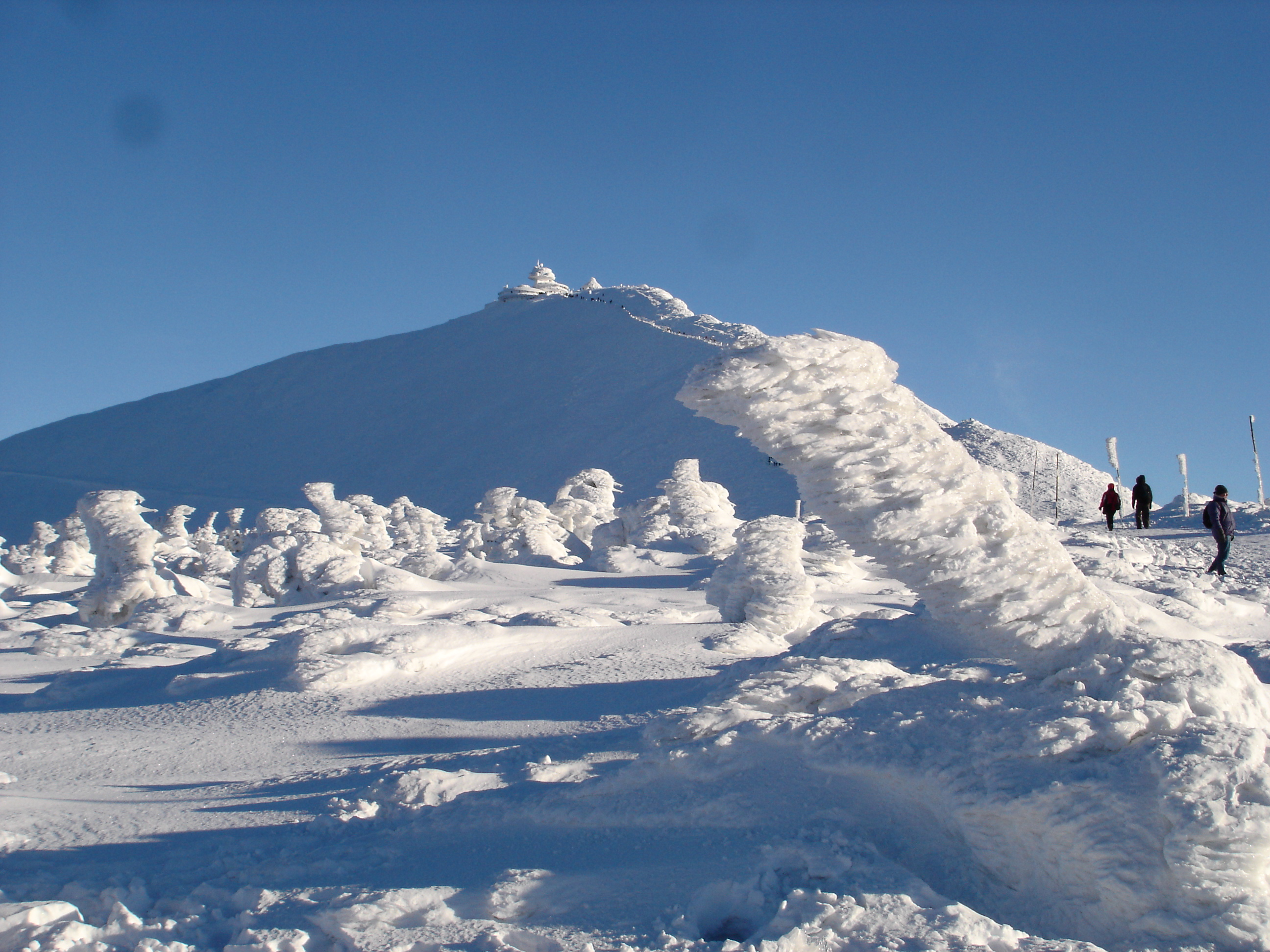
Krajinářská fotografie Sněžky s ostrým bočním světlem tvořícím stíny

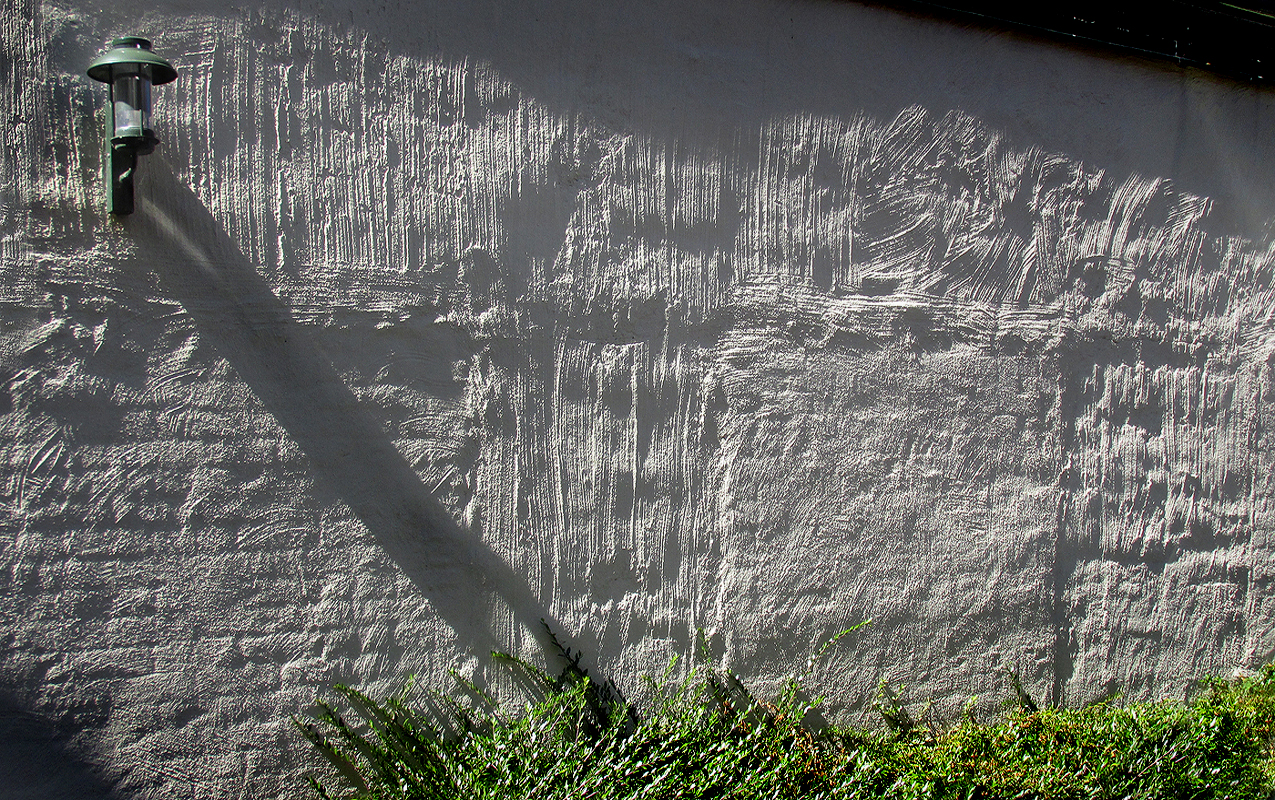
Boční světlo na zdi.

Boční světlo nebo šikmé světlo je světlo, které na povrch objektu dopadá ze strany. Může to být jako měkké rozptýlené světlo nebo ostřejší směrované světlo, které pak vytváří tvrdé kontrastní stíny. Kromě přirozeného slunečního světla se používá uměle ve fotografickém ateliéru k nasvícení scény.

## Praxe
Druh osvětlení má vliv na povahu stínu a charakter reliéfu. Při tvrdém světle jsou hranice stínu velmi přesně a ostře definovány a reliéf objektu je zvýrazněn - všechny nerovnosti se zdají hlubší. Mírné osvětlení rozostří kontury stínů a znevýrazní povrchový reliéf objektů. Měkké osvětlení tento účinek ještě zmenší. V bočním světle díky zdůrazněním stínů vyniknou kontury objektu. Je-li světelný zdroj blízko k osvětlenému objektu, jsou stíny kónické a přesně definované. Jestliže světlo pochází ze dvou světelných zdrojů a navzájem se kříží, ve výsledku dávají stín a polostín které kontrast obrazu zmírní. Krajinářská fotografie například zimní krajiny je umocněna dobrým bočním světlem nebo protisvětlem. Pokud čerstvý sníh osvítí přímé Slunce, vytvoří dobře vypadající kontrastní stíny.

## Galerie

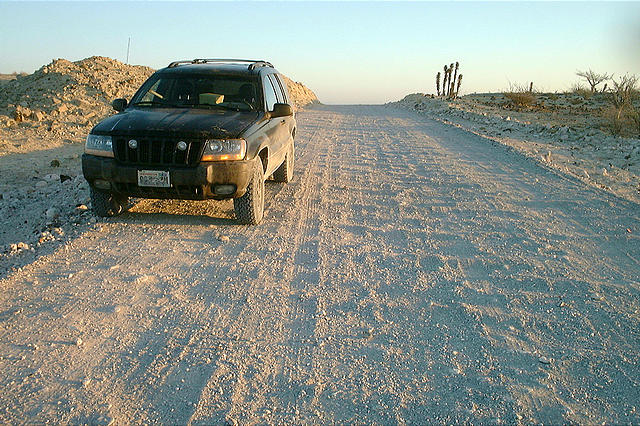
Viditelné zvlnění vozovky v bočním světle
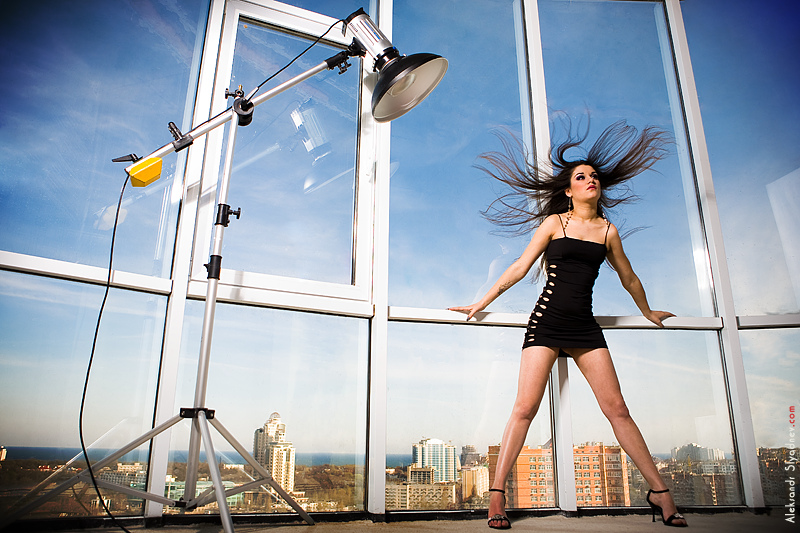
Boční ateliérové osvětlení připevněné na „jeřábu“
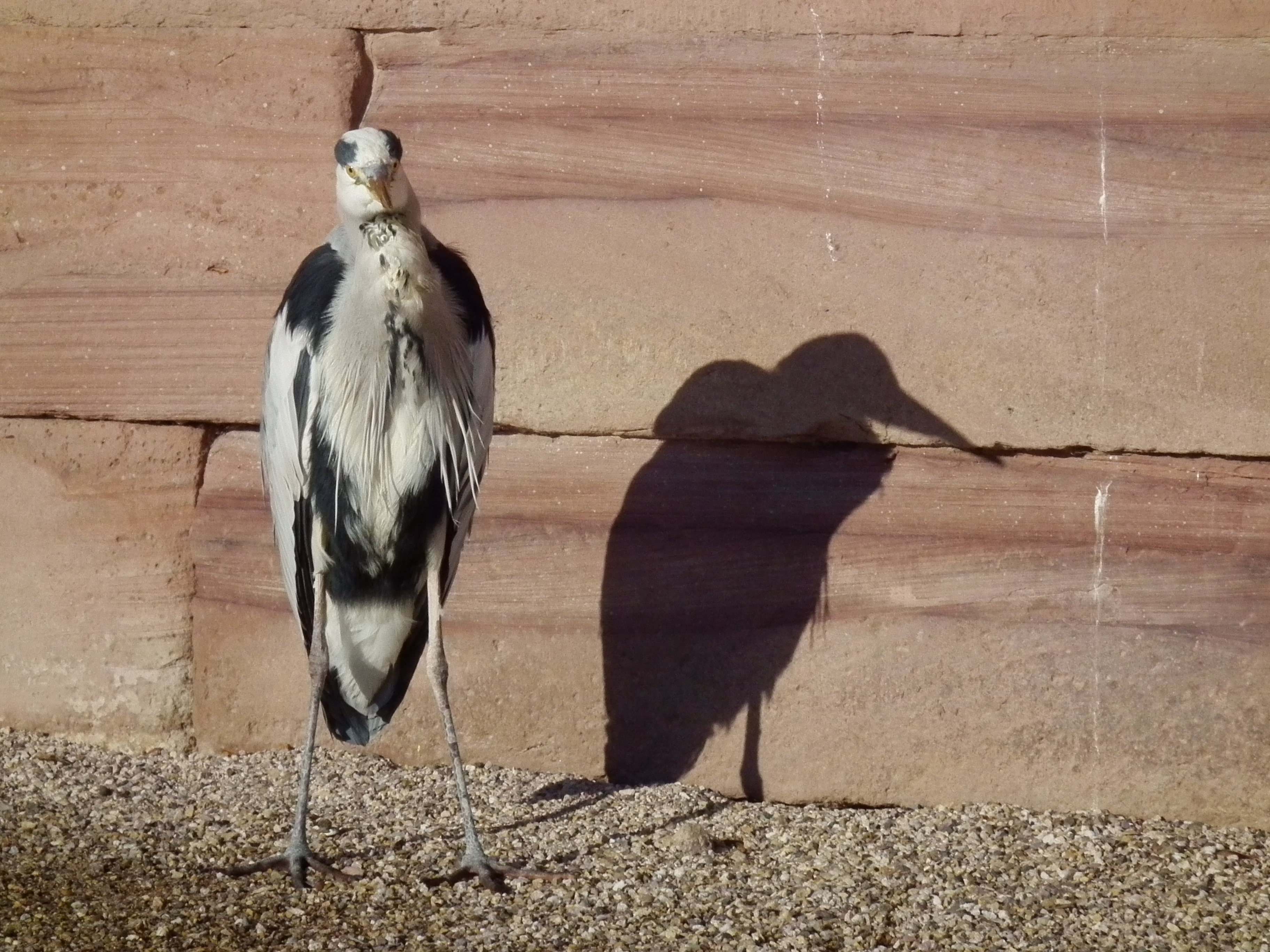
Volavka popelavá
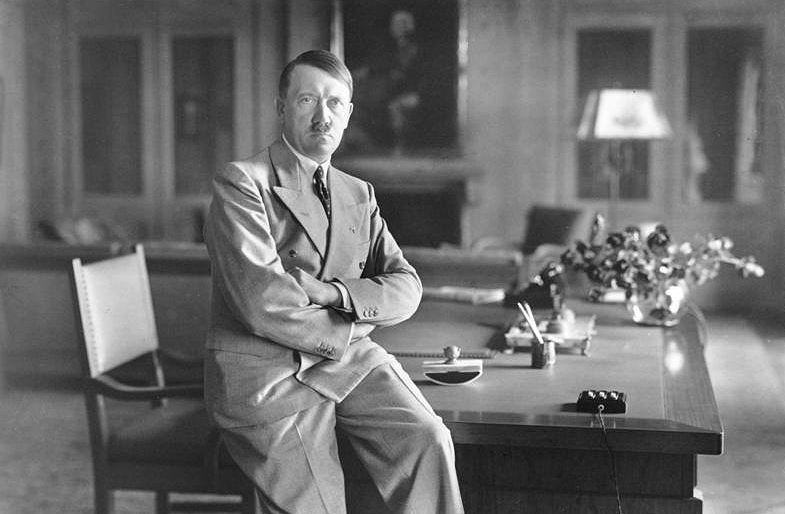
Adolf Hitler, pečlivě inscenovaná propaganda, silné boční šikmé světlo vytváří výstižnost, používá se při portrétování mužů. Dodatečné osvětlení reflektory z horního pravého a levého rohu zabraňuje ostrým stínům.
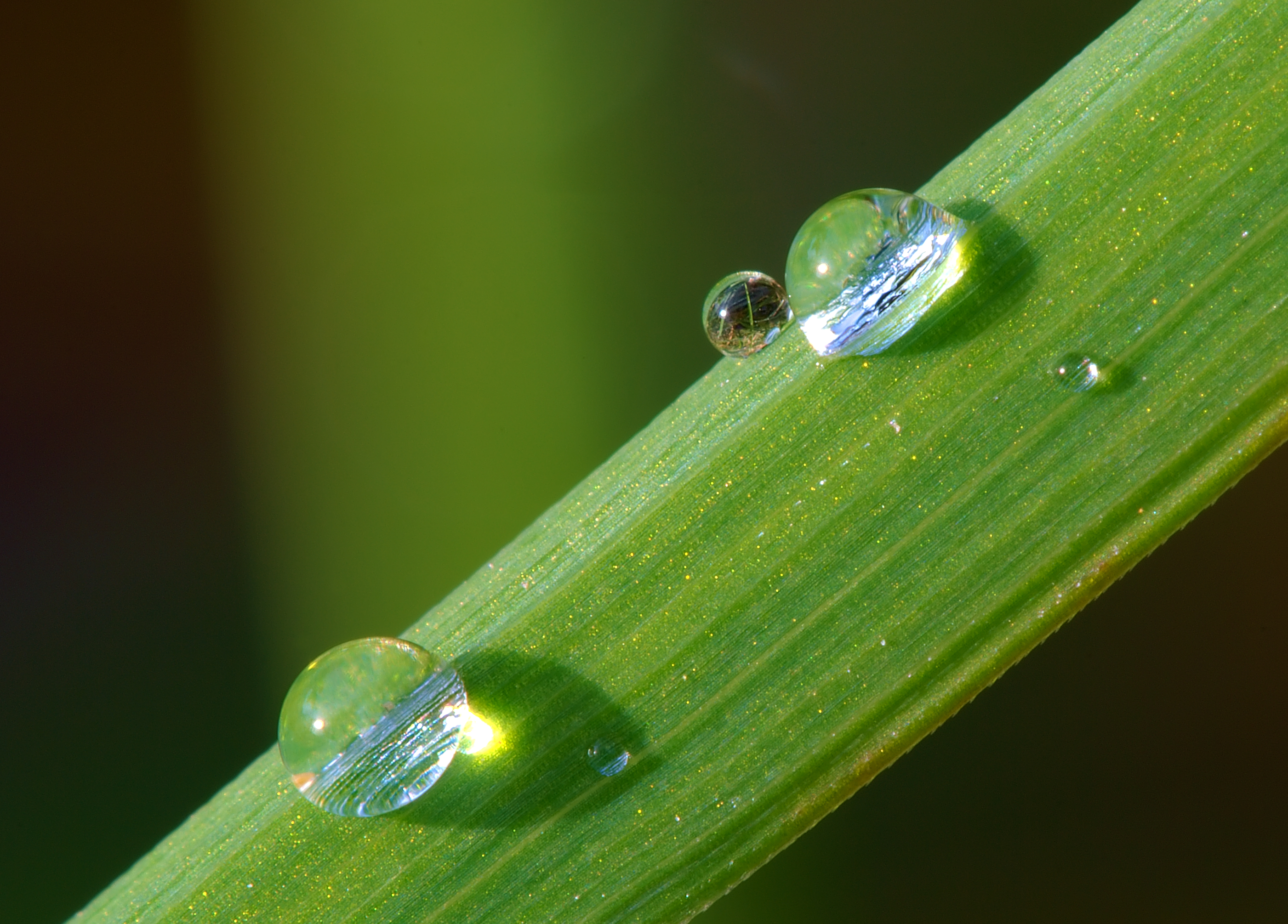
Zajímavě působící ostré boční světlo v kapkách vody, které se pozná podle vrženého stínu
Tříbodové svícení v ateliéru; zleva a zprava se používá boční světlo, levé je jako hlavní, pravé jako doplňkové
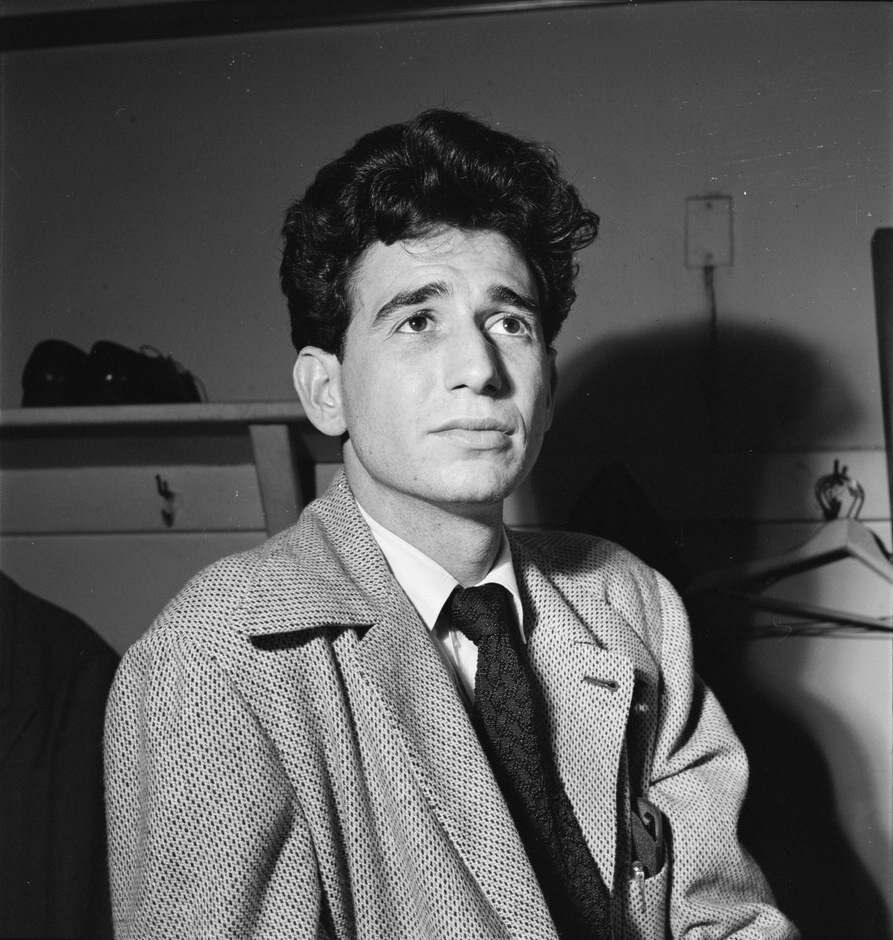
William P. Gottlieb: Shelly Manne, jednoduché boční směrované světlo vrhá stín nosu na pravou tvář
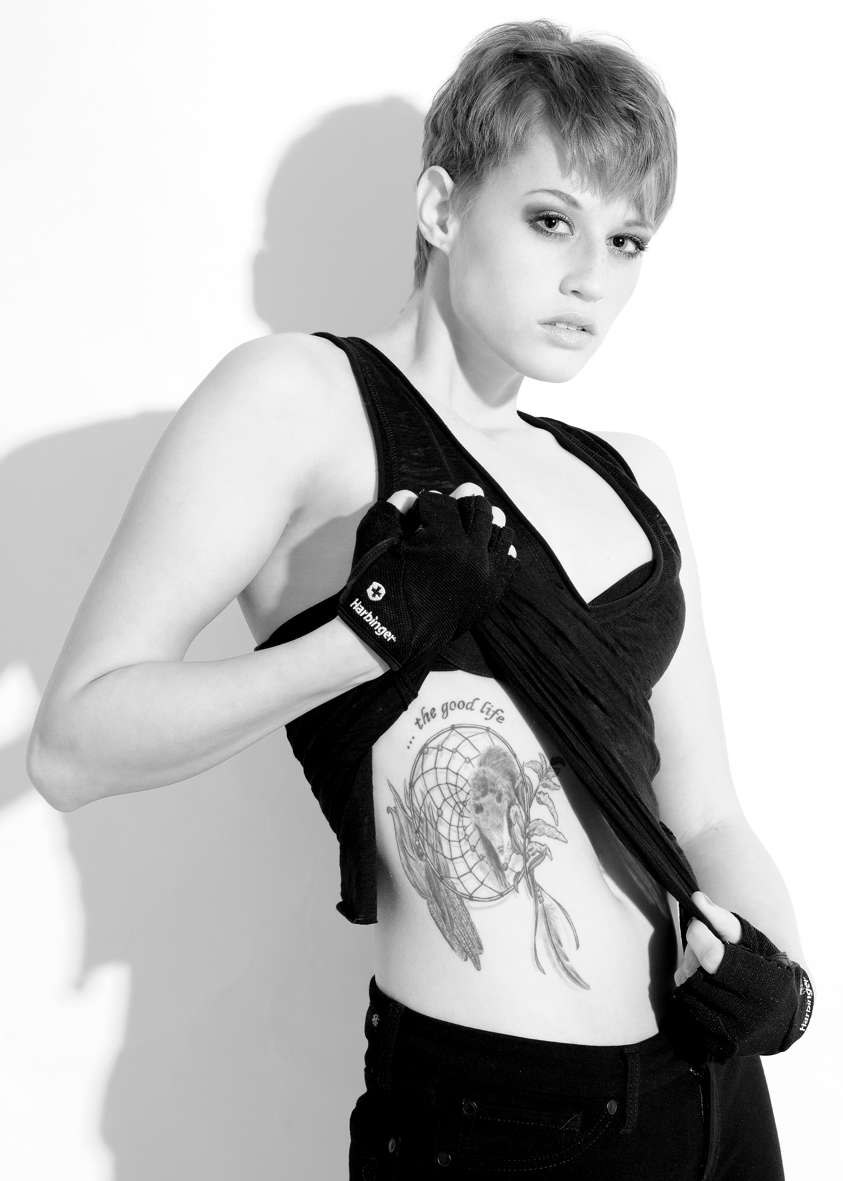
Ostré horní boční světlo vrhá stín pod krkem